# Isabella Cortese

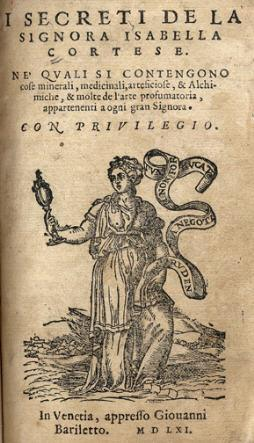
Copertina del libro di Isabella Cortese

Isabella Cortese (fl. XVI secolo) è stata un medico e scrittrice italiana.

## Biografia
Nel 1561 diede alle stampe a Venezia il proprio libro intitolato I secreti della signora Isabella Cortese né quali si contengono cose minerali, medicinali, arteficiose e alchimiche, e molte de l'arte profumatoria, appartenenti a ogni gran Signora. In esso si descrivevano vari rimedi medici, trattamenti cosmetici, fabbricazione di tinture, creme, lozioni, profumi, inchiostri e la descrizione di procedimenti chimici e alchemici. Il testo ottenne un grande successo e venne ristampato a più riprese per tutto il XVII secolo.
Poiché, oltre al libro, non si sono trovate altre tracce documentali relative ad Isabella Cortese, si è ipotizzato che il suo nome possa essere uno pseudonimo. Secondo questa ipotesi, il probabile vero autore che si cela dietro lo pseudonimo è Timoteo Rossello. A favore dell'ipotesi ci sono il fatto che gli stessi argomenti sono trattati in La summa di secreti di Rossello, inoltre i due testi sono stati affidati al medesimo tipografo, Giovanni Bariletto, e vi è una corrispondenza anche nella dedica a Mario Chaboda, arcidiacono di Ragusa. A sostegno dell'ipotesi che invece si tratti di due autori diversi ci sono significative differenze nello stile di scrittura.
Le è stato dedicato un cratere di circa 28 km, il cratere Cortese su Venere.